# Terny-Sorny
Terny-Sorny é uma comuna francesa na região administrativa de Altos da França, no departamento de Aisne. Estende-se por uma área de 7,07 km². Em 2010 a comuna tinha 340 habitantes (densidade: 48,1 hab./km²).